# Dubai Sports City

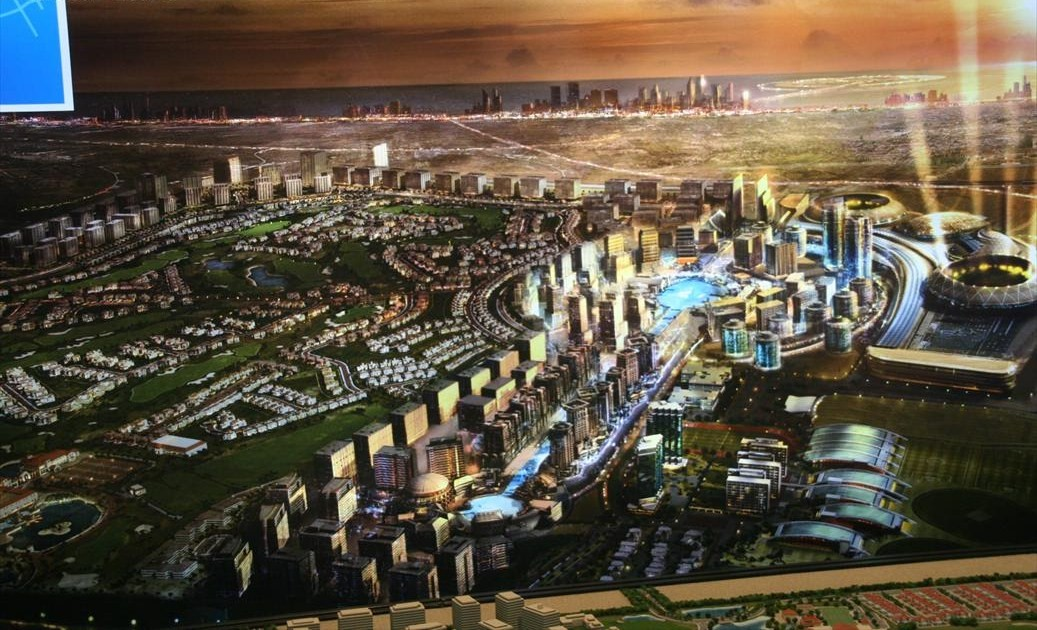
Látványterv a kész Dubai Sports City-ről

A Dubai Sports City vagy DSC egy multifunkcionális sportkomplexum Dubajban, az Egyesült Arab Emírségekben. Négymilliárd dollárból épült, apartmanok és sportlétesítmények, valamint sportiskolák kaptak helyet benne. Dubaj e központtal kívánta elnyerni a 2016. évi nyári olimpiai játékok rendezési jogát, majd miután attól visszalépett, a 2020-ban is benyújtotta pályázatát. A Mohammad Bin Zayed úton található lakóépület közepes méretű lakóházakból, házakból és villákból áll, és három külön lakóövezetet tartalmaz: a Canal Residencet, a Victory Heightst és a Gallery Villast.

## Létesítmények
- Egy 60 000 ülőhelyes, multifunkciós stadion, melyben atlétikai, rögbi- illetve labdarúgó-mérkőzéseket rendeznek
- Egy 25 000 ülőhelyes krikettstadion
- Egy 10 000 ülőhelyes fedett stadion, melyben kosárlabda, tenisz illetve jégkorongmérkőzéseket rendeznek
- Egy 5000 ülőhelyes gyeplabda-stadion
- Egy 18 lyukas golfpálya

## Galéria

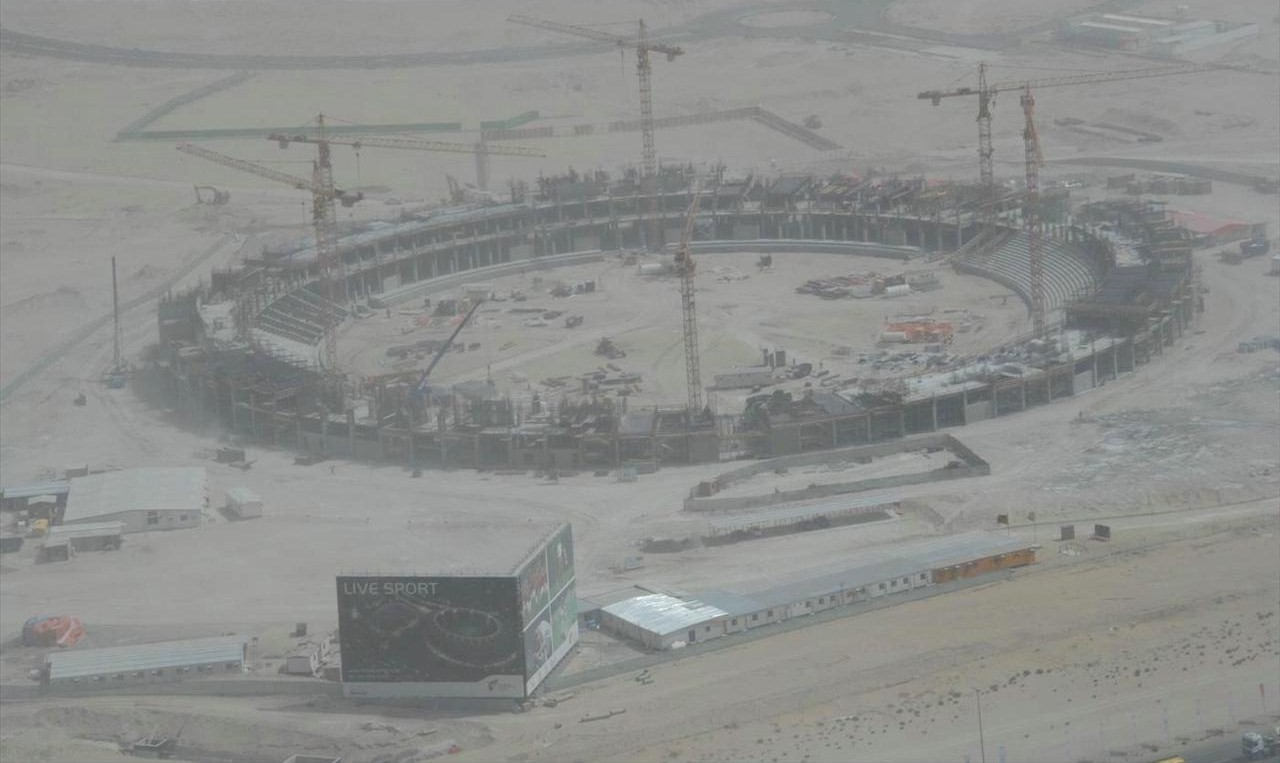
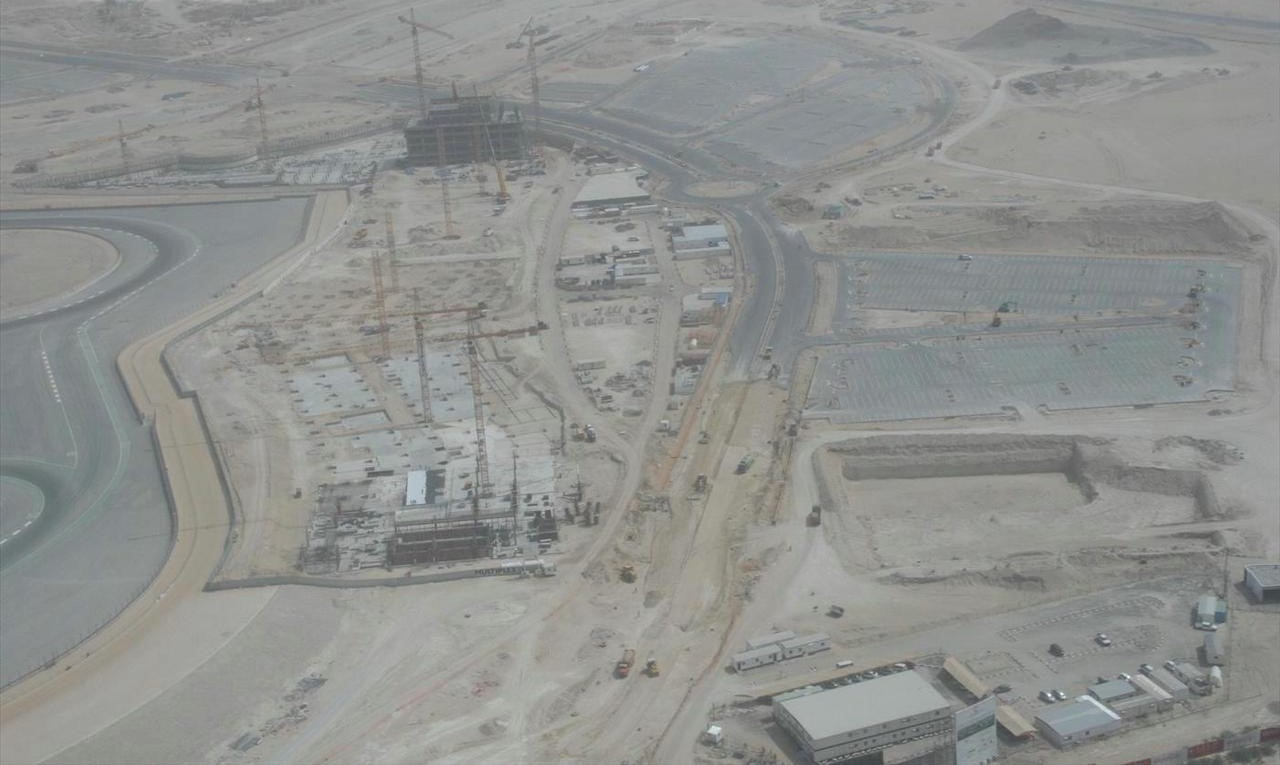
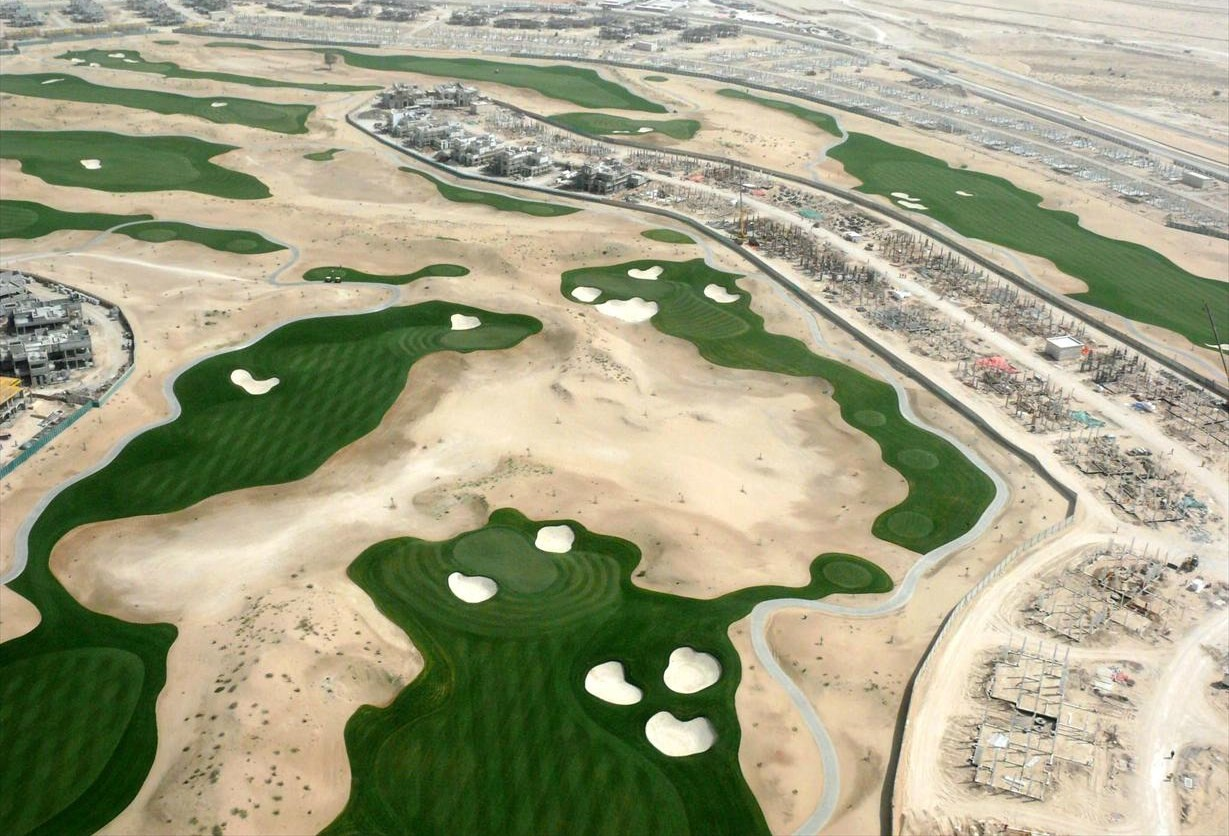